# Juan Carlos Sarnari
Juan Carlos Sarnari   (Santa Fe, 22 de gener de 1942 - Bogotà, 21 d'abril de 2023) fou un futbolista argentí.

## Selecció de l'Argentina
Va formar part de l'equip argentí a la Copa del Món de 1966.